# Anna Schaffelhuber
Anna Katharina Schaffelhuber (* 26. Januar 1993 in Regensburg) ist eine ehemalige deutsche Monoskibobfahrerin. Sie gehörte seit April 2017 dem Zoll-Ski-Team an.

## Karriere

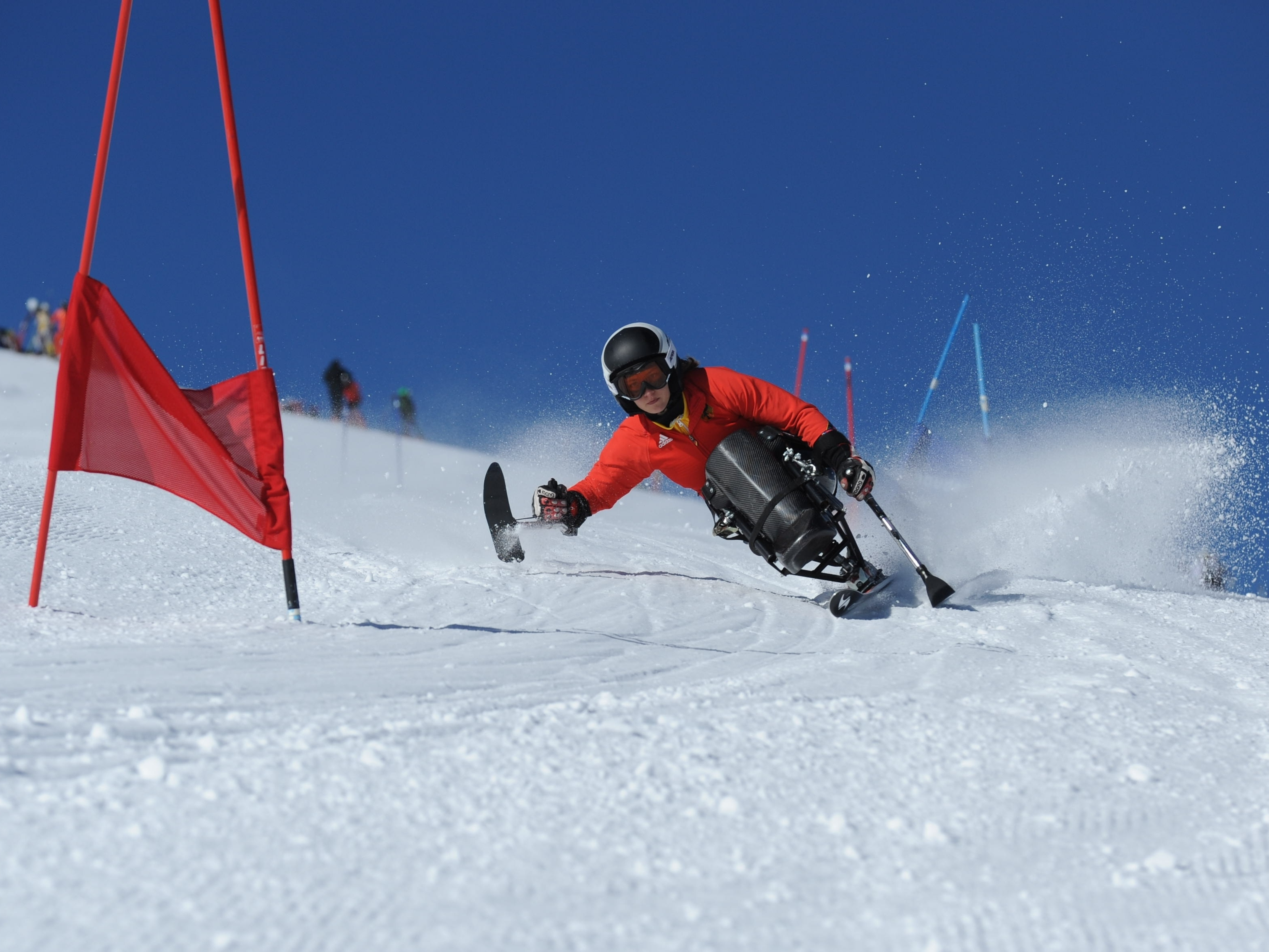
Anna Schaffelhuber beim Training am Hintertuxer Gletscher, November 2010

Im Alter von fünf Jahren fuhr Anna Schaffelhuber erstmals auf Monoskibob. 2007 absolvierte sie einen Sichtungslehrgang beim Deutschen Paralympic-Skiteam und wurde in den Rennkader aufgenommen. Nachdem sie beim Europacup in Kühtai im Dezember 2008 erstmals auf das Podest gefahren war, gelangen ihr Anfang Februar 2009 im schwedischen Sollefteå zwei Siege im Slalom. In der Gesamtwertung des Europacups 2008/2009 belegte sie den zweiten Rang und qualifizierte sich damit für den Weltcup des Folgejahres. Als Höhepunkt ihrer ersten Weltcupsaison beendete sie die Gesamtwertung des Slalomweltcups nach drei zweiten Plätzen in dieser Disziplin auf Rang zwei. Zudem war sie im Europacup erfolgreich und siegte Ende Januar 2010 im spanischen La Molina in der Super-Kombination sowie im Riesenslalom. Bei ihrer ersten Teilnahme an den Paralympics 2010 krönte Schaffelhuber als 17-Jährige ihre Saison mit dem Gewinn der Bronzemedaille im Super-G. Darüber hinaus verbuchte sie zwei vierte Plätze in der Super-Kombination und im Slalom.
Schaffelhuber steigerte sich in der Weltcupsaison 2010/2011 erneut und erreichte mehrere Podestplätze in Europacup- und Weltcuprennen. Mit Siegen in den letzten drei Wettkämpfen im italienischen Arta Terme triumphierte sie Mitte Januar 2011 zum ersten Mal im Gesamtweltcup. Bei der Alpinen Skiweltmeisterschaft der Behindertensportler 2011 in Sestriere gewann Schaffelhuber anschließend drei Goldmedaillen und eine Silbermedaille. Dabei verwies sie die Österreicherin Claudia Lösch jeweils in der Super-Kombination, im Slalom und im Riesenslalom auf Platz zwei. Ende März 2011 errang sie zusammen mit Nachwuchsathletin Anna-Lena Forster zwei Doppelsiege beim Europacupfinale in La Molina und sicherte sich nach dem Weltcuperfolg auch die Gesamtwertung im Europacup.
Bei der Weltmeisterschaft 2013 sicherte sie sich den Titel im Slalom sowie Silber im Super-G und Riesenslalom. Zudem gewann sie in der Super Kombination und in der Abfahrt die Bronzemedaille.
Am 8. März 2014 holte Schaffelhuber bei den Winter-Paralympics 2014 in Sotschi ihre erste Goldmedaille bei Winter-Paralympics in der alpinen Abfahrt. Auch den Super-G-Wettkampf konnte sie zwei Tage später für sich entscheiden. Auch im Slalom-Wettbewerb lag Schaffelhuber nach dem zweiten Lauf vorne, wurde aber zuerst auf Einspruch einer Wettbewerbernation wegen eines angeblichen Startfehlers disqualifiziert. Am Folgetag wurde ihr dann ihre dritte Goldmedaille zugesprochen. Dadurch verdrängte sie ihre Teamkollegin Anna-Lena Forster auf den zweiten Platz. Auch in der Super-Kombination und im Riesenslalom gewann Schaffelhuber Gold. Damit gewann sie bei fünf Starts im Ski Alpin fünf Goldmedaillen, nur der russische Biathlet und Skilangläufer Roman Petuschkow gewann eine Goldmedaille mehr.
Am 11. November 2019 erklärte Schaffelhuber nach sieben Goldmedaillen bei den Paralympics, elf WM-Titeln, sechs Gesamtweltcup- und 67 Einzelweltcup-Siegen das Ende ihrer Sportkarriere. Die 26-Jährige absolvierte zu dieser Zeit ein Referendariat an einer Realschule.

## Persönliches
Schaffelhuber wurde mit einer inkompletten Querschnittlähmung geboren und ist auf den Rollstuhl angewiesen.
Im Mai 2011 machte sie ihr Abitur am Burkhart-Gymnasium in der niederbayerischen Marktgemeinde Mallersdorf-Pfaffenberg und begann fünf Monate später das Studium der Rechtswissenschaft an der LMU in München. Bis zu ihrem Umzug in die bayerische Metropole im Sommer 2011 lebte sie zusammen mit ihrer Familie in Bayerbach bei Ergoldsbach. Sie hat das Studium der Mathematik und Wirtschaft auf Lehramt erfolgreich abgeschlossen.
Seit Januar 2011 ist Schaffelhuber Mitglied des TSV Bayerbach. Als Sportbotschafterin unterstützte sie die Bewerbung Münchens für die Olympischen Winterspiele 2018.

## Auszeichnungen
- Der damalige Bundespräsident Horst Köhler verlieh Schaffelhuber am 30. April 2010 zusammen mit den anderen deutschen Medaillengewinnern der Olympischen Winterspiele in Vancouver das Silberne Lorbeerblatt.[8] Bei der Schlussfeier der Paralympics trug sie die deutsche Fahne.[9]
- Im Oktober 2010 gewann sie bei der Wahl zum Juniorsportler des Jahres den Sonderpreis Behindertensport.[5]
- Das Internationale Paralympische Komitee kürte sie 2010 zur Welt-Behindertensportlerin des Monats November.[10]
- Von der Stiftung Deutsche Sporthilfe wurde sie Anfang Februar 2011 vor Skispringer Severin Freund und Rennrodlerin Tatjana Hüfner zur Sportlerin des Monats Januar gewählt.[11]
- Am 21. März 2011 erhielt sie den vom Bayerischen Fernsehen vergebenen Winterstar in der Kategorie Herausragende Leistungen im Behindertensport.[12] Im Rahmen dieser Veranstaltung überreichte Randolf Rodenstock außerdem den Preis Bayerische Behindertensportlerin des Jahres 2010, der vom Behinderten- und Rehabilitations-Sportverband Bayern (BVS) in Kooperation mit der Vereinigung der Bayerischen Wirtschaft (vbw) gestiftet wurde.[13]
- Bei der Gala des Sports am 10. April 2011 in Bodenmais gewann sie die Leser-, Hörer- und Zuschauerwahl zur niederbayerischen Behindertensportlerin des Jahres. In den beiden Folgejahren lag sie ebenfalls vorn.[14]
- Ende Juni 2011 nahm sie von Landrat Josef Eppeneder die Medaille des Landkreises Landshut in Empfang. Bei dem Anlass trug sie sich auch in das Goldene Buch des Landkreises ein.[15]
- In den Jahren 2011, 2013, 2014 und 2017 wurde Anna Schaffelhuber in Köln jeweils als Behindertensportlerin des Jahres ausgezeichnet.[16]
- Für ihre Erfolge bei den Olympischen Spielen 2014 wurde sie am 8. Mai 2014 von Bundespräsident Joachim Gauck erneut mit dem Silbernen Lorbeerblatt ausgezeichnet.[17]
- Im November 2015 zeichnete das Internationale Paralympische Komitee Schaffelhuber mit dem Paralympic Sport Award in der Kategorie Beste Sportlerin aus.[18]
- Am 23. November 2016 wurde sie als Behindertensportlerin des Jahres ausgezeichnet.[19]
- Seit 2017 ist sie Patin für das Projekt Schule ohne Rassismus – Schule mit Courage am Gymnasium Kirchseeon.[20][21]
- Im Juli 2018 wurde sie mit dem Persönlichen Bayerischen Jahrhundert-Sportpreis des Bayerischen Ministerpräsidenten ausgezeichnet.[22]
- Am 3. Dezember 2019 wurde ihr vom bayerischen Ministerpräsident Markus Söder der bayerische Verdienstorden verliehen.
- 2022: Bayerische Botschafterin des Sports[23]
- 2023: Bayerische Staatsmedaille für soziale Verdienste[24]

## Erfolge

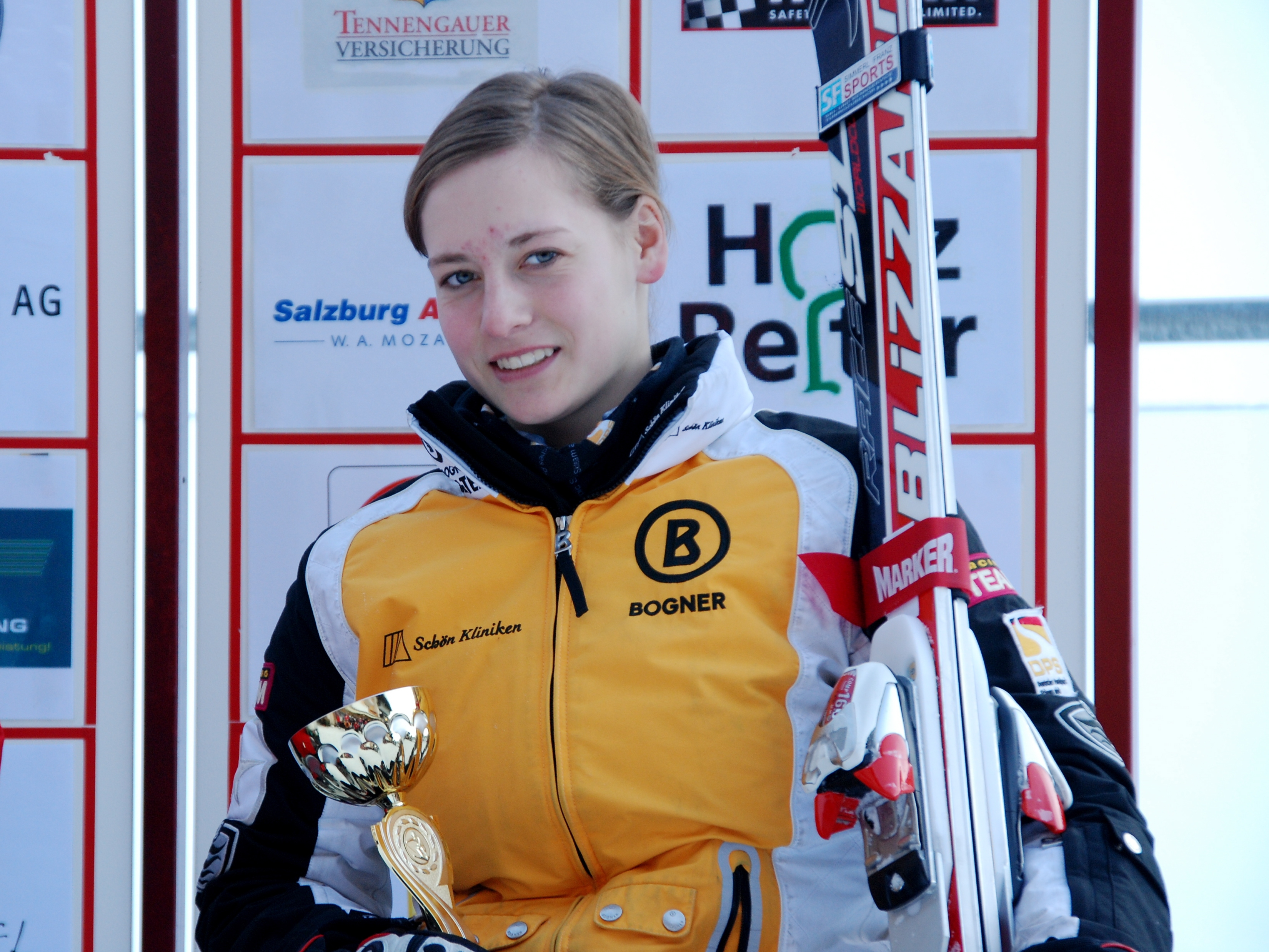
Anna Schaffelhuber auf dem Podium nach Platz zwei beim Weltcupslalom am Patscherkofel bei Rinn, 9. Januar 2010

### Paralympics
- Vancouver 2010: 3. Super-G, 4. Slalom, 4. Super-Kombination, 7. Riesenslalom
- Sotschi 2014: 1. Abfahrt, 1. Super-G, 1. Riesenslalom, 1. Slalom, 1. Super-Kombination
- Pyeongchang 2018: 1. Abfahrt, 1. Super-G, 2. Super-Kombination, 5. Riesenslalom

### Weltmeisterschaften
- Sestrie 2011: 1. Riesenslalom, 1. Slalom, 1. Super-Kombination, 2. Team-Wettbewerb, 4. Abfahrt, 4. Super-G
- La Molina 2013: 1. Slalom, 2. Super-G, 2. Riesenslalom, 3. Abfahrt, 3. Super-Kombination, 5. Team-Wettbewerb
- Panorama 2015: 1. Super-G, 1. Riesenslalom, 2. Slalom, 2. Super-Kombination, 3. Abfahrt
- Tarvisio 2017: 1. Abfahrt, 1. Slalom, 1. Super-Kombination, 2. Super-G, 2. Riesenslalom
- Sella Nevea / Kranjska Gora 2019: 1. Abfahrt, 1. Super-G, 2. Riesenslalom, 2. Slalom, 2. Super-Kombination

### Weltcupwertungen
Schaffelhuber gewann bisher fünfmal den Gesamtweltcup und insgesamt 14 Disziplinwertungen.
| Saison  | Gesamt | Gesamt | Abfahrt | Abfahrt | Super-G | Super-G | Riesenslalom | Riesenslalom | Slalom | Slalom | Super-Kombination | Super-Kombination |
| Saison  | Platz  | Punkte | Platz   | Punkte  | Platz   | Punkte  | Platz        | Punkte       | Platz  | Punkte | Platz             | Punkte            |
| ------- | ------ | ------ | ------- | ------- | ------- | ------- | ------------ | ------------ | ------ | ------ | ----------------- | ----------------- |
| 2011/12 | 1.     | 300    | n. a.   | n. a.   | n. a.   | n. a.   | 1.           | 200          | 2.     | 100    | n. a.             | n. a.             |
| 2012/13 | 1.     | 880    | n. a.   | n. a.   | 3.      | 110     | 2.           | 350          | 1.     | 360    | 3.                | 60                |
| 2013/14 | 1.     | 1400   | 1.      | 400     | n. a.   | n. a.   | 1.           | 400          | 1.     | 400    | 2.                | 200               |
| 2014/15 | 1.     | 760    | 1.      | 180     | n. a.   | n. a.   | 1.           | 180          | 1.     | 400    | n. a.             | n. a.             |
| 2015/16 | 4.     | 800    | 4.      | 200     | 4.      | 200     | 4.           | 200          | 3.     | 200    | n. a.             | n. a.             |
| 2016/17 | 1.     | 1965   | 1.      | 360     | 1.      | 540     | 1.           | 500          | 1.     | 520    | 5.                | 45                |
| 2017/18 | 3.     | 700    | 1.      | 180     | 1.      | 200     | 6.           | 140          | 3.     | 180    | n. a.             | n. a.             |

n. a. = nicht ausgetragen

### Weltcupsiege
- 59 Weltcupsiege (23× Slalom, 16× Riesenslalom, 10× Abfahrt, 8× Super-G, 2× Kombination)
- 84 Podestplätze (32× Slalom, 23× Riesenslalom, 14× Abfahrt, 11× Super-G, 3× Kombination)

|     | Datum             | Ort             | Land       |
| --- | ----------------- | --------------- | ---------- |
| 1.  | 11. Januar 2011   | Ravascletto     | Italien    |
| 2.  | 31. Januar 2012   | La Molina       | Spanien    |
| 3.  | 1. Februar 2012   | La Molina       | Spanien    |
| 4.  | 10. Januar 2013   | Sestriere       | Italien    |
| 5.  | 11. Januar 2013   | Sestriere       | Italien    |
| 6.  | 15. Januar 2013   | St. Moritz      | Schweiz    |
| 7.  | 16. Januar 2013   | St. Moritz      | Schweiz    |
| 8.  | 11. Februar 2013  | Zreče           | Slowenien  |
| 9.  | 12. Februar 2013  | Zrece           | Slowenien  |
| 10. | 10. März 2013     | Sotschi         | Russland   |
| 11. | 18. Januar 2014   | Copper Mountain | USA        |
| 12. | 19. Januar 2014   | Copper Mountain | USA        |
| 13. | 5. Februar 2014   | St. Moritz      | Schweiz    |
| 14. | 6. Februar 2014   | St. Moritz      | Schweiz    |
| 15. | 8. Januar 2015    | La Molina       | Spanien    |
| 16. | 9. Januar 2015    | La Molina       | Spanien    |
| 17. | 4. Februar 2015   | St. Moritz      | Schweiz    |
| 18. | 5. Februar 2015   | St. Moritz      | Schweiz    |
| 19. | 16. Januar 2016   | Kranjska Gora   | Slowenien  |
| 20. | 18. Januar 2016   | Tarvisio        | Italien    |
| 21. | 15. Dezember 2016 | Kühtai          | Österreich |
| 22. | 22. Dezember 2016 | St. Moritz      | Schweiz    |
| 23. | 19. Januar 2017   | Kranjska Gora   | Slowenien  |
| 24. | 22. Dezember 2017 | Kühtai          | Österreich |

|     | Datum            | Ort         | Land       |
| --- | ---------------- | ----------- | ---------- |
| 1.  | 8. März 2013     | Sotschi     | Russland   |
| 2.  | 9. März 2013     | Sotschi     | Russland   |
| 3.  | 10. Januar 2014  | Panorama    | Kanada     |
| 4.  | 28. Januar 2014  | Tignes      | Frankreich |
| 5.  | 29. Januar 2014  | Tignes      | Frankreich |
| 6.  | 28. Januar 2015  | Tignes      | Frankreich |
| 7.  | 1. März 2016     | Aspen       | USA        |
| 8.  | 2. März 2016     | Aspen       | USA        |
| 9.  | 12. März 2017    | Pyeongchang | Südkorea   |
| 10. | 10. Februar 2018 | Kimberley   | Kanada     |

|     | Datum             | Ort             | Land       |
| --- | ----------------- | --------------- | ---------- |
| 1.  | 7. Januar 2011    | Ravascletto     | Italien    |
| 2.  | 8. Januar 2011    | Ravascletto     | Italien    |
| 3.  | 26. Januar 2012   | Arta Terme      | Italien    |
| 4.  | 14. Januar 2013   | St. Moritz      | Schweiz    |
| 5.  | 13. Januar 2014   | Panorama        | Kanada     |
| 6.  | 17. Januar 2014   | Copper Mountain | USA        |
| 7.  | 30. Januar 2014   | Tignes          | Frankreich |
| 8.  | 3. Februar 2014   | St. Moritz      | Schweiz    |
| 9.  | 3. Februar 2015   | St. Moritz      | Schweiz    |
| 10. | 15. Januar 2016   | Kranjska Gora   | Slowenien  |
| 11. | 19. Januar 2016   | Tarvisio        | Italien    |
| 12. | 17. Dezember 2016 | Kühtai          | Österreich |
| 13. | 19. Dezember 2016 | St. Moritz      | Schweiz    |
| 14. | 18. Januar 2017   | Kranjska Gora   | Slowenien  |
| 15. | 5. März 2017      | Hakuba          | Japan      |
| 16. | 17. März 2017     | Pyeongchang     | Südkorea   |

|    | Datum            | Ort         | Land     |
| -- | ---------------- | ----------- | -------- |
| 1. | 12. Januar 2014  | Panorama    | Kanada   |
| 2. | 3. März 2016     | Aspen       | USA      |
| 3. | 4. März 2016     | Aspen       | USA      |
| 4. | 6. März 2017     | Hakuba      | Japan    |
| 5. | 14. März 2017    | Pyeongchang | Südkorea |
| 6. | 15. März 2017    | Pyeongchang | Südkorea |
| 7. | 11. Februar 2018 | Kimberley   | Kanada   |
| 8. | 11. Februar 2018 | Kimberley   | Kanada   |

|    | Datum           | Ort      | Land       |
| -- | --------------- | -------- | ---------- |
| 1. | 12. Januar 2014 | Panorama | Kanada     |
| 2. | 31. Januar 2014 | Tignes   | Frankreich |

### Europacup
- Saison 2008/09: 2. Gesamt
- Saison 2009/10: 2. Gesamt
- Saison 2010/11: 1. Gesamt
- Saison 2011/12: 1. Gesamt
- Saison 2012/13: 1. Gesamt